# Jonathan Clarke
Jonathan Clarke, nascido a 18 de dezembro de 1984 em Melbourne, é um ciclista australiano, profissional desde 2005 que atualmente milita na equipa Team Skyline.

## Palmarés
2006
- 1 etapa do International Cycling Classic

2019
- Tour de Taiwan, mais 1 etapa